# حره سهمان (روستا)
حره سهمان به عربی ( حره سُهمان )، روستایی است در دهستان بَنی مطر از توابع استان استان صَنعاء در کشور یمن در شبه جزیره عربستان.

## جمعیت
جمعیت آن (۸۹) نفر (۸ خانوار) می‌باشد.